# サヴェルヌ
サヴェルヌ （フランス語: Saverne、標準ドイツ語: Zabern（ツァベルン）、アルザス語: Zàwere（ツァヴェーレ））は、フランス、グラン・テスト地域圏、バ＝ラン県のコミューン。

## 地理
県西部、アルザスとロレーヌの境近くに位置する。ストラスブールの北西約40kmにある。市内をゾルン川およびマルヌ・オ・ラン運河が流れている。サヴェルヌは、アルザスのヴォージュ山地からロレーヌの平野へと抜ける自然の交差路、コル・ド・サヴェルヌ（fr）の戦略的要所を占めている。

## 歴史
ローマ時代、ストラスブールからメスへと通じるローマ街道沿いにTres Tabernaeという名のローマの軍事駐屯地があった。これがサヴェルヌの基盤となった。8世紀にアレマン族が移住してから、サヴェルヌはドイツ語圏に組み込まれた。フランク王国時代のサヴェルヌはメス司教座に属したが、12世紀にストラスブール司教座に移った。1414年からフランス革命の起きた1789年まで、サヴェルヌにはストラスブール司教の邸宅が置かれた。
一方でサヴェルヌは繰り返される戦争の焦点となった。14世紀から15世紀は百年戦争でイングランドとアルマニャック派の抗争の場となり、1525年の農民反乱では反徒たちの中心地となった。三十年戦争では幾度も都市の所有者が交替した。ヴェストファーレン条約で、再びサヴェルヌはストラスブール司教のものとなった。1704年以降、ロアン家の司教公がサヴェルヌの城に居を定めた。普仏戦争後にドイツ帝国領となった。ドイツ軍が駐留するようになり地元住民と軋轢が生まれ、ツァーベルン事件が発生した。
1944年11月22日、フィリップ・ルクレール率いる第二機甲師団によって「解放」された。

## 交通
- 鉄道 - LGV東ヨーロッパ線、TERアルザス、TERロレーヌ、サヴェルヌ駅

## 姉妹都市
- ポクロフ、ロシア
- ドナウエッシンゲン、ドイツ
- レオミンスター、イギリス
- ムウァワ、ポーランド

## 関係者
出身者
- ゼウス (芸術家)（フランス語版） - グラフィティアーティスト、ストリートアーティスト。1977年生まれ
- レジ・ギュルトネ - サッカー選手。1986年生まれ

居住その他ゆかりある人物
- ルイーズ・ワイス - ジャーナリスト、平和運動家、婦人参政権運動家。サヴェルヌの博物館に自身の歴史的民族学的コレクションを寄贈した。1893年生 - 1983年死去

## ギャラリー

サヴェルヌ - Saverne
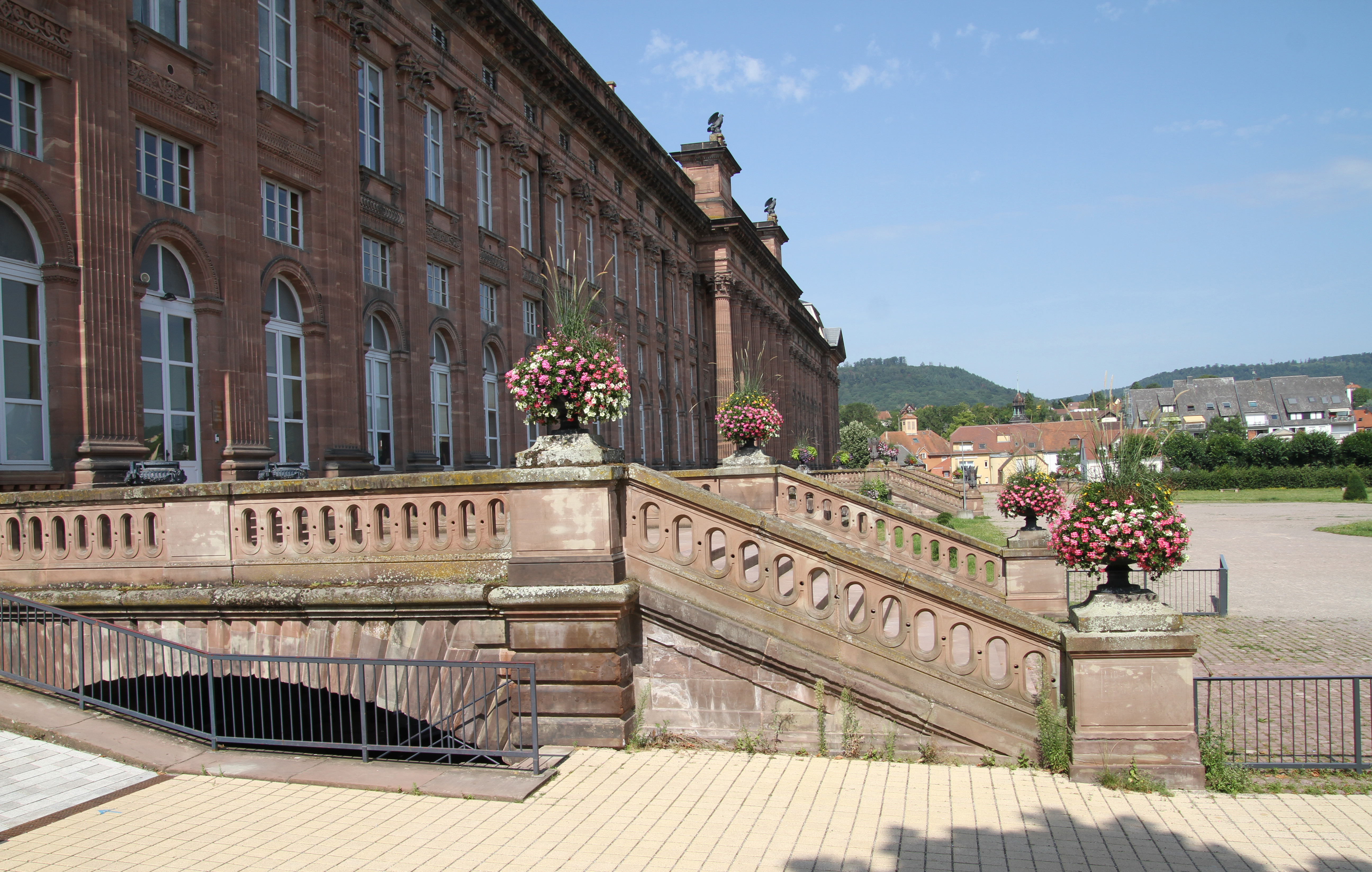
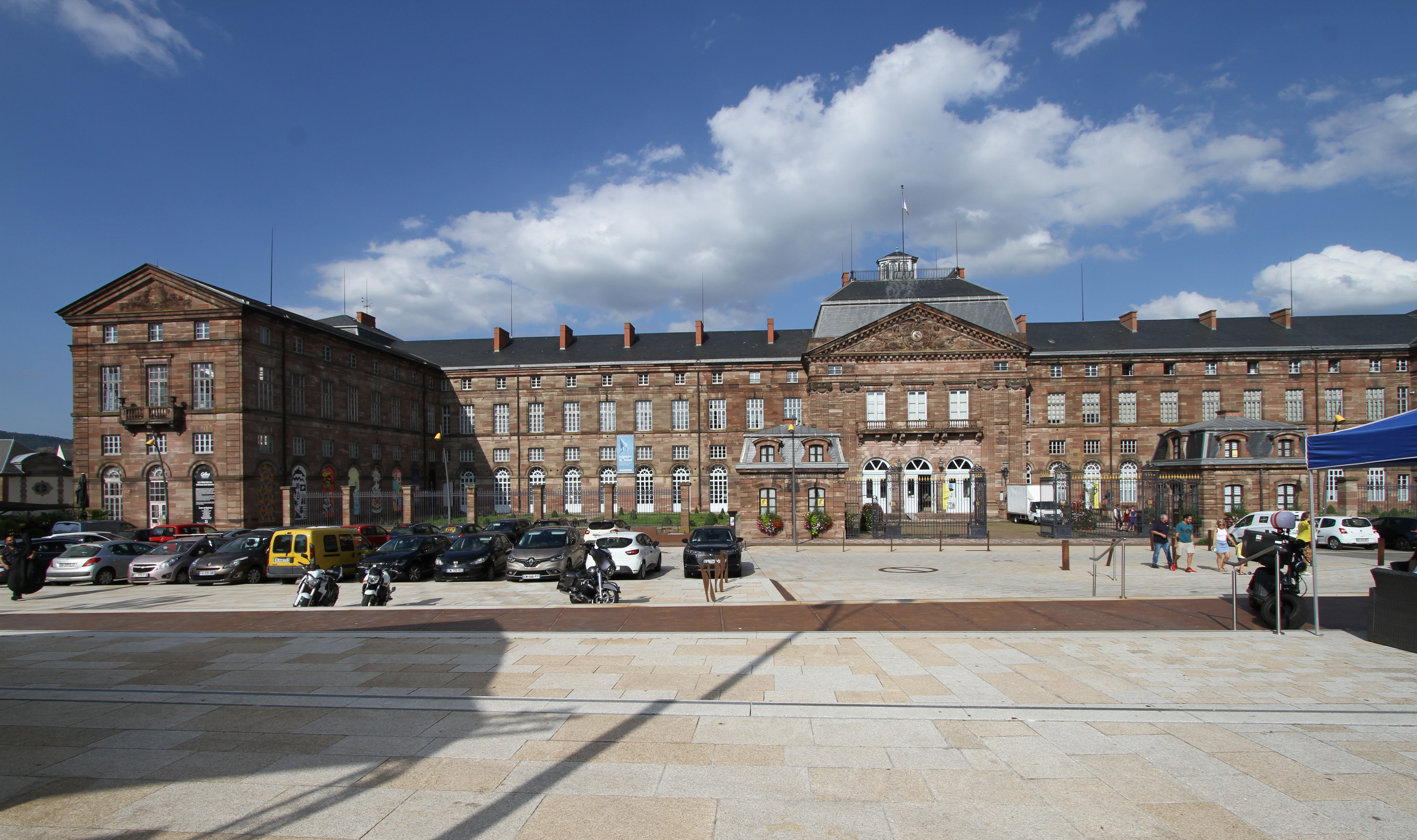
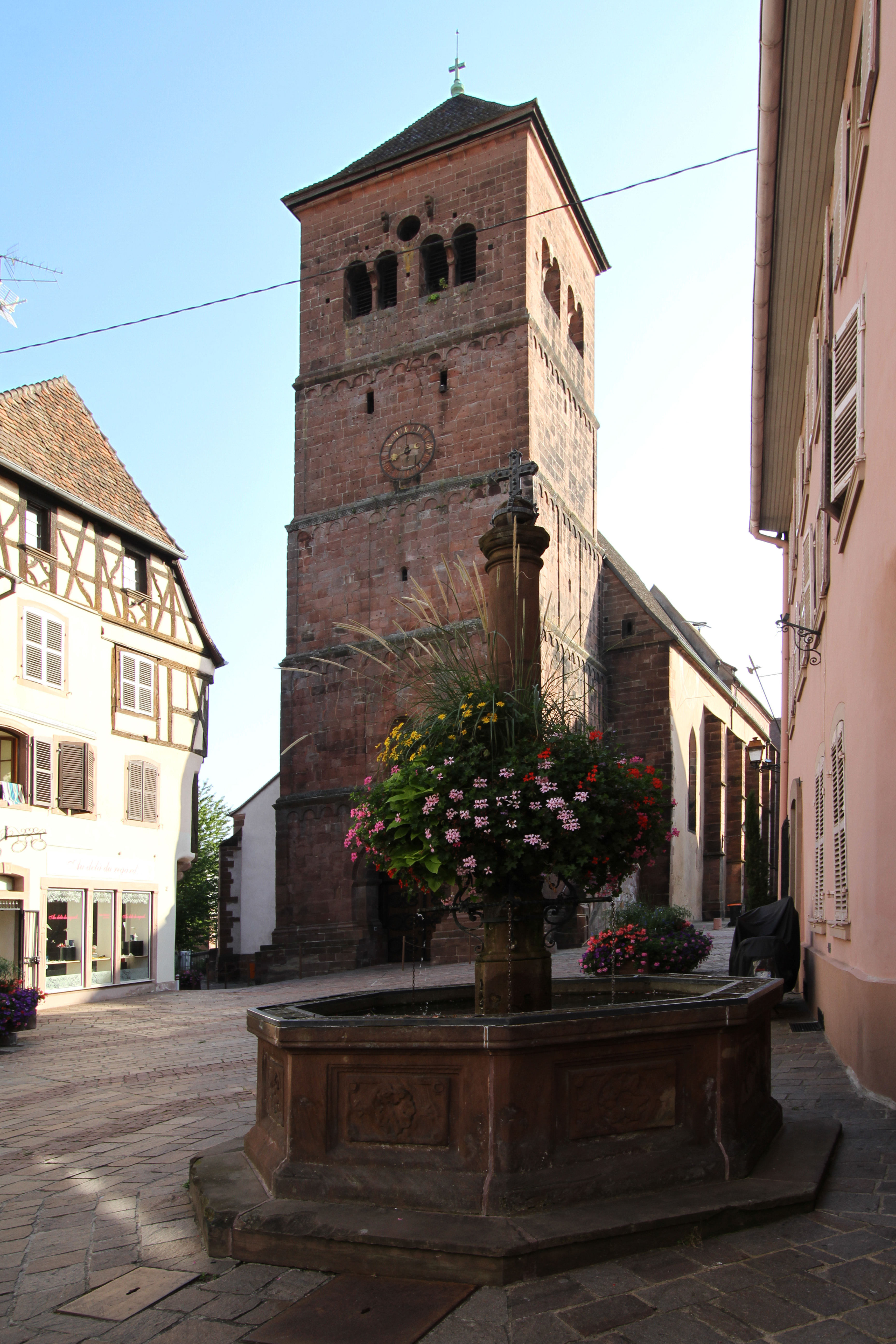
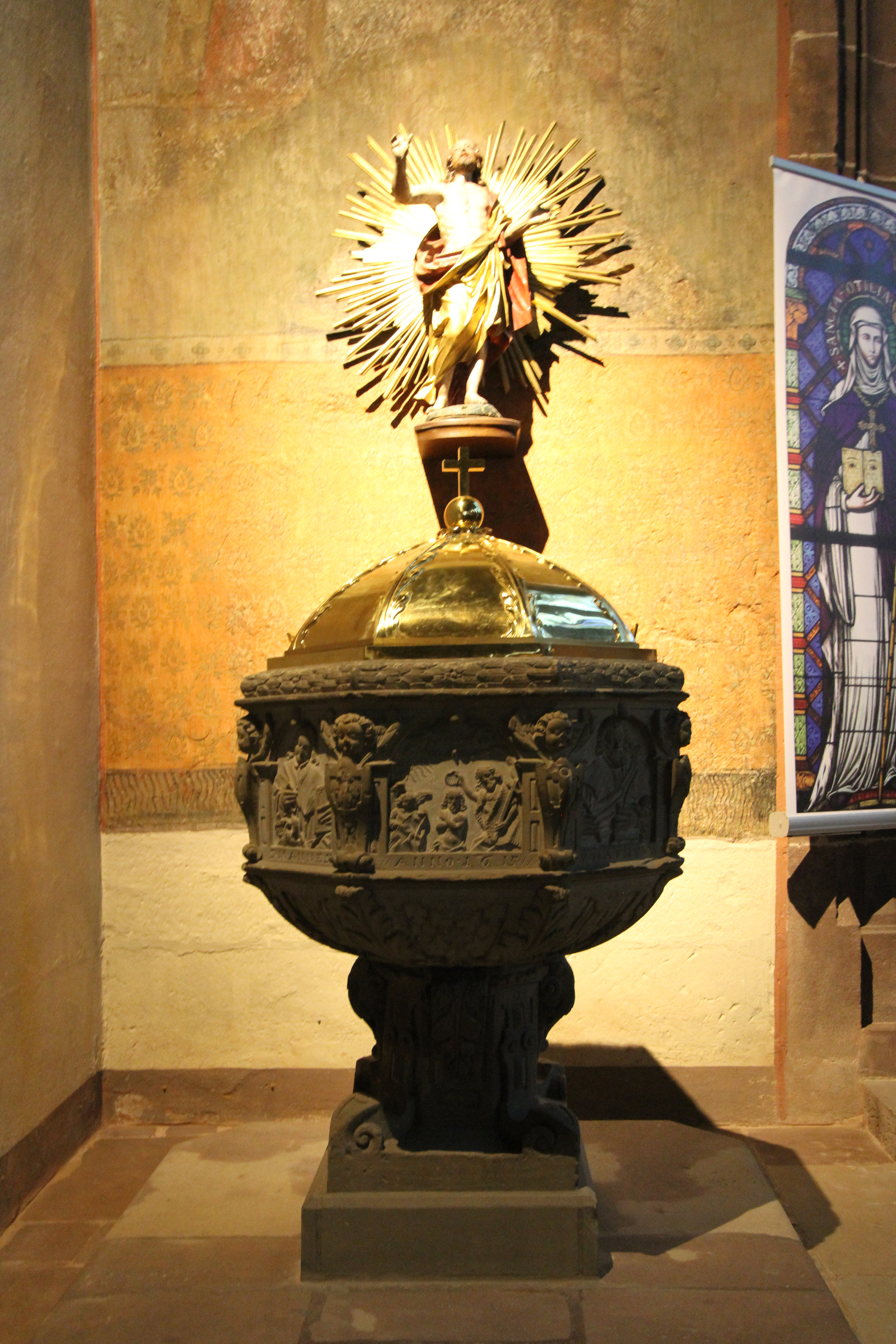
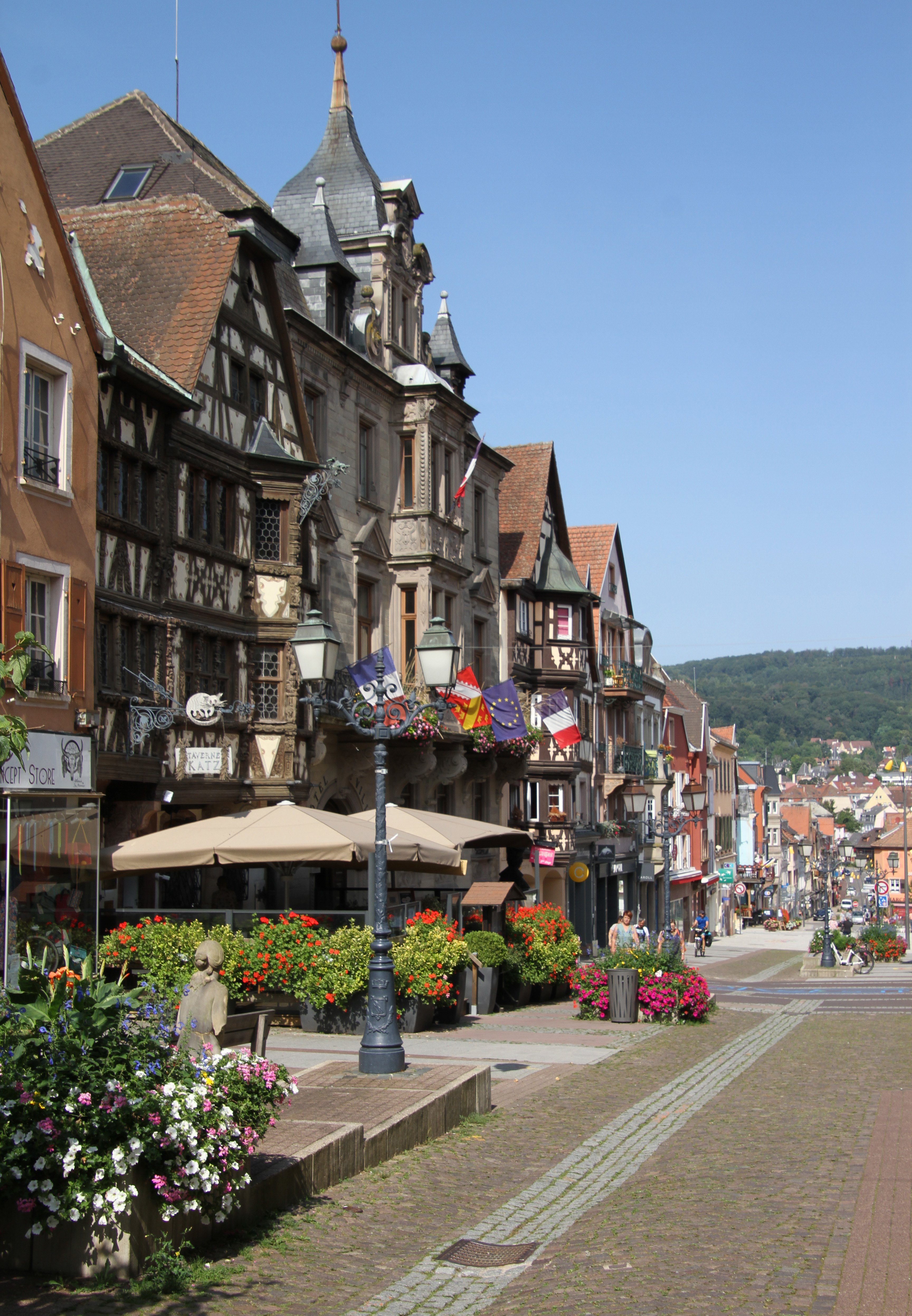
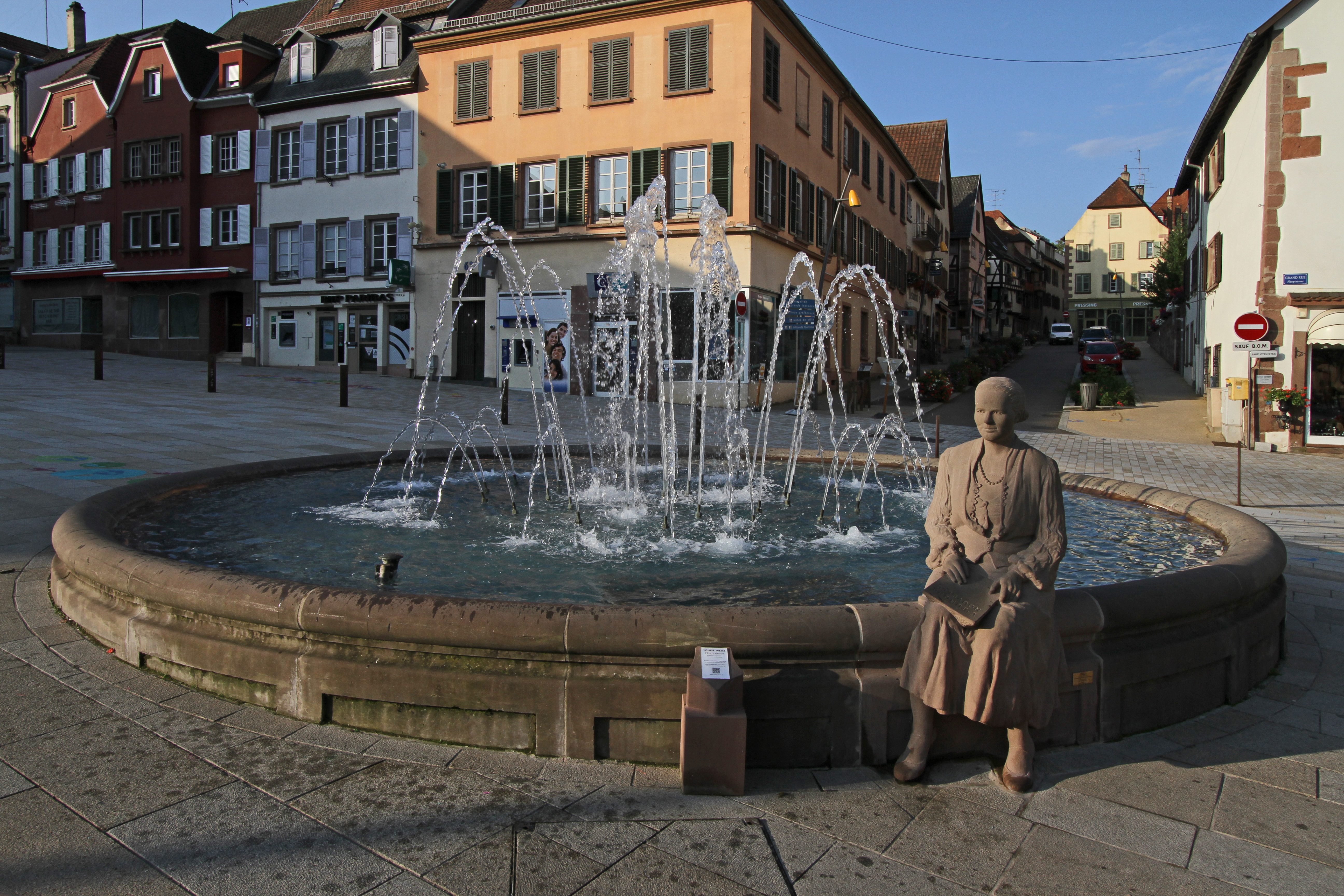
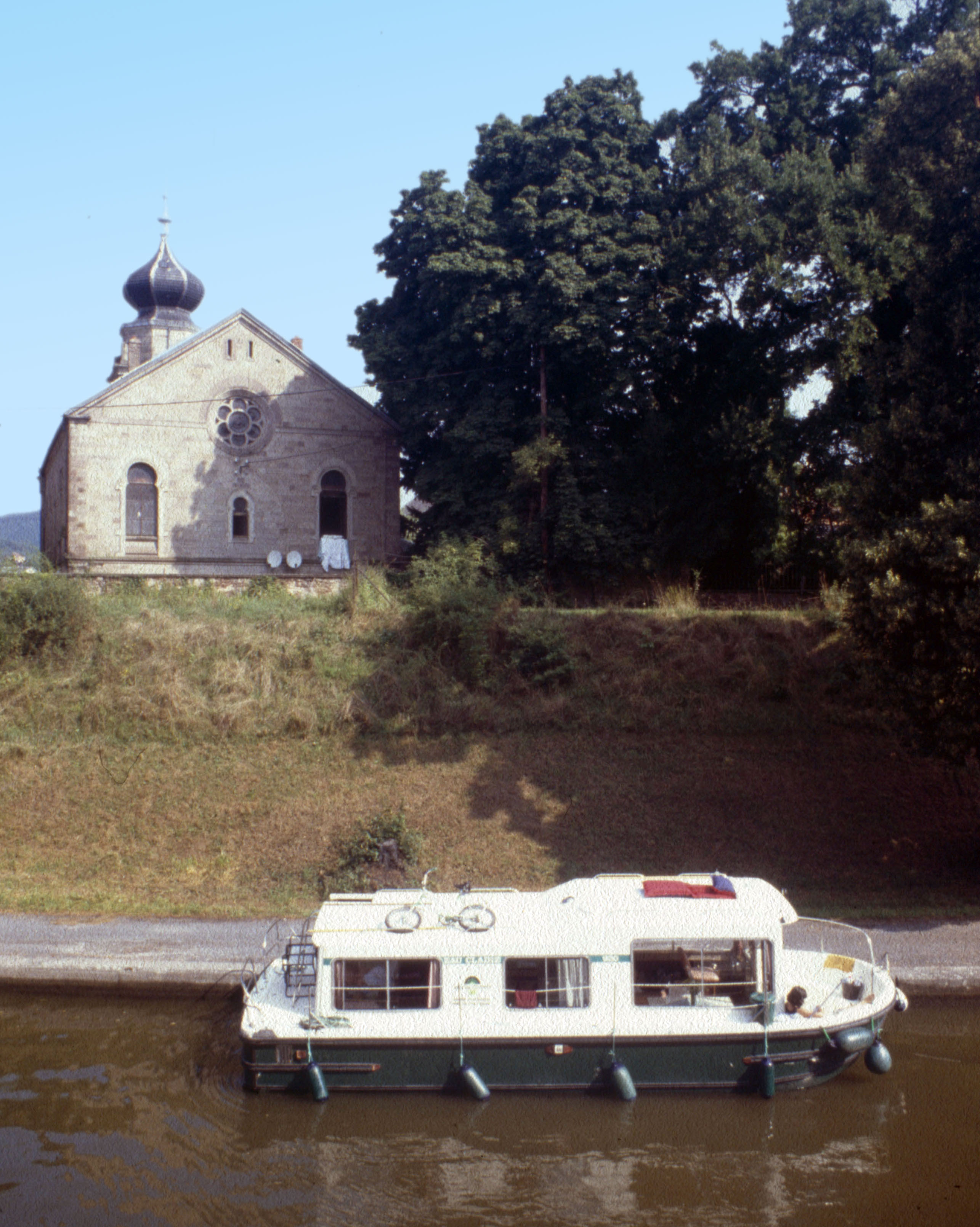
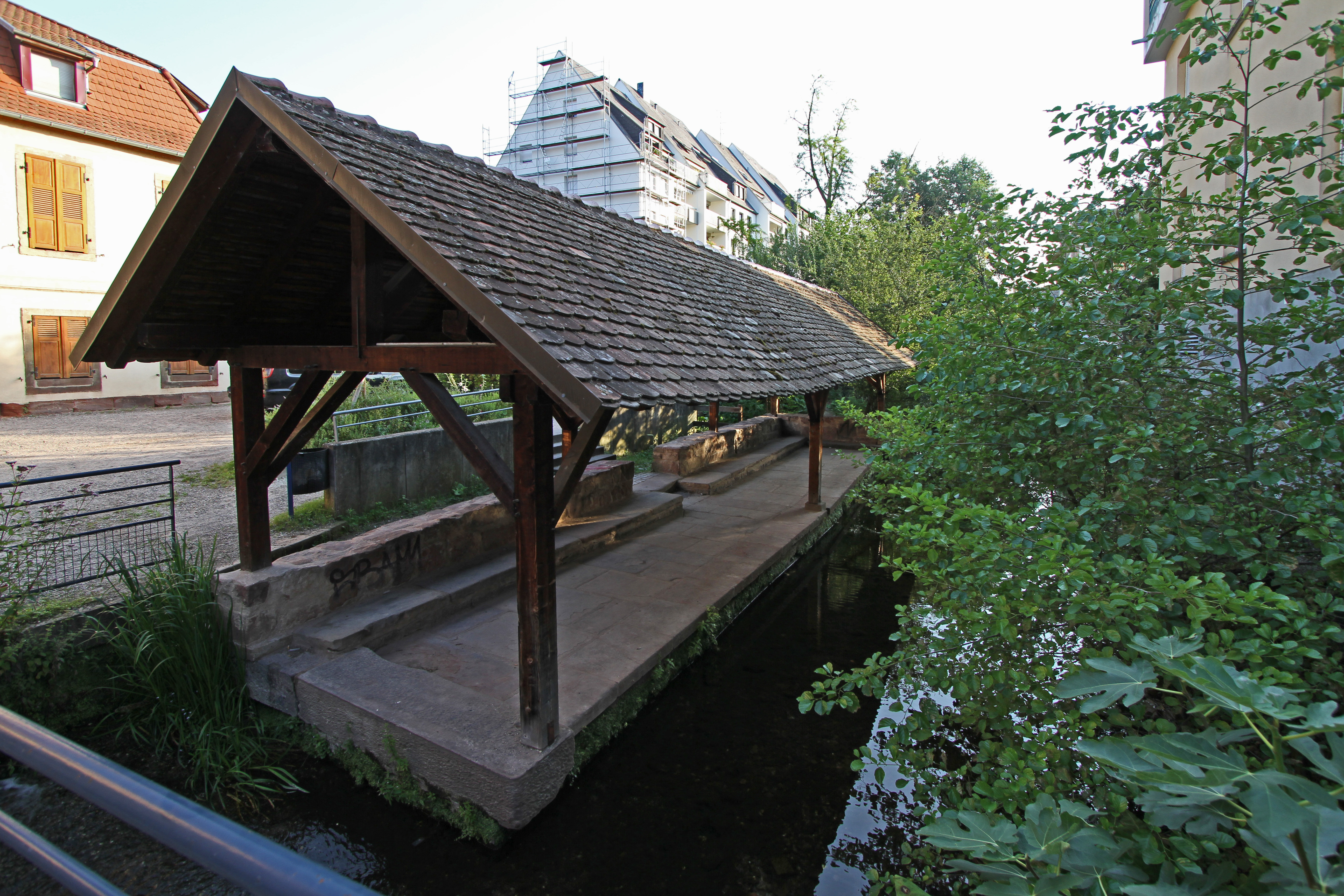
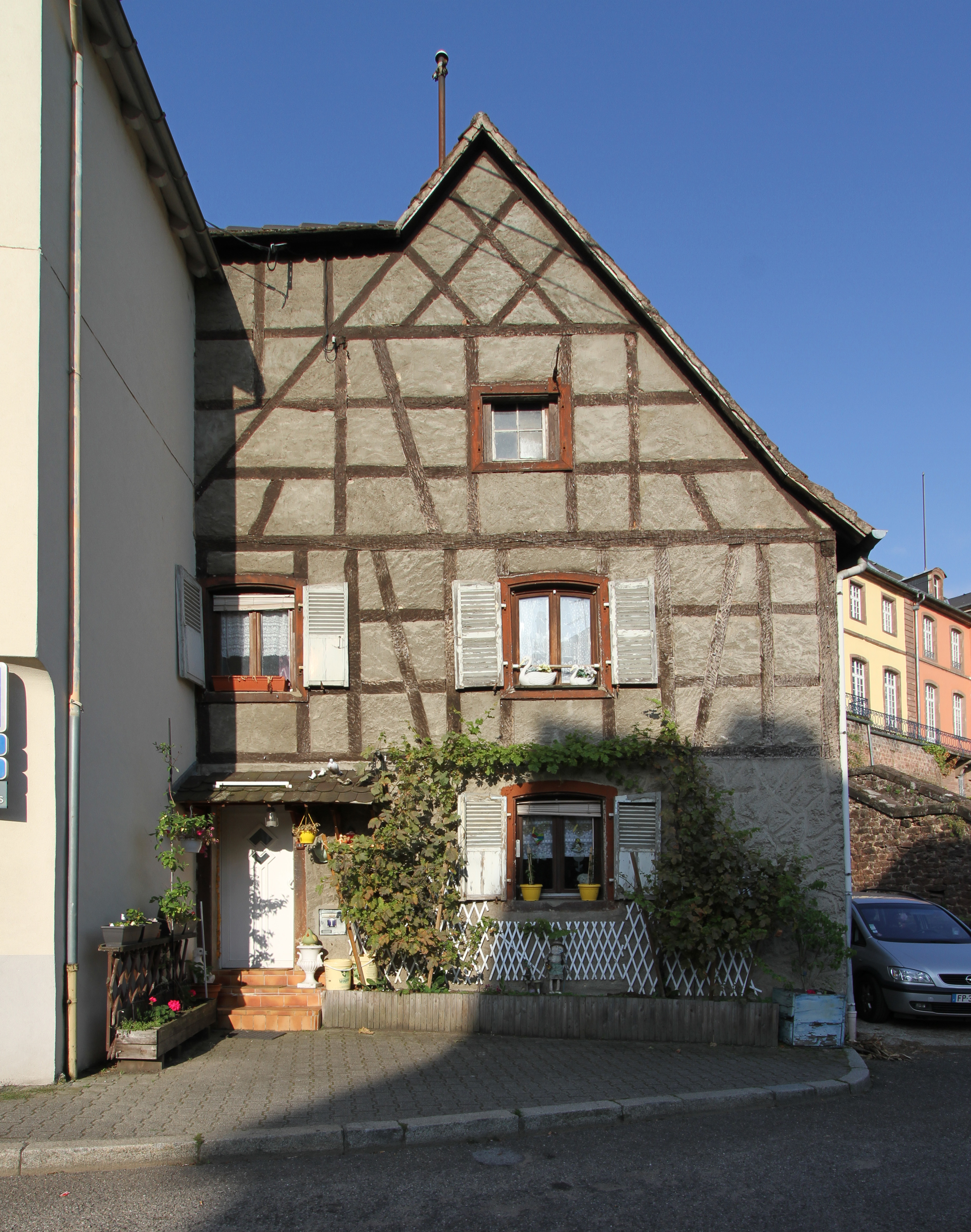
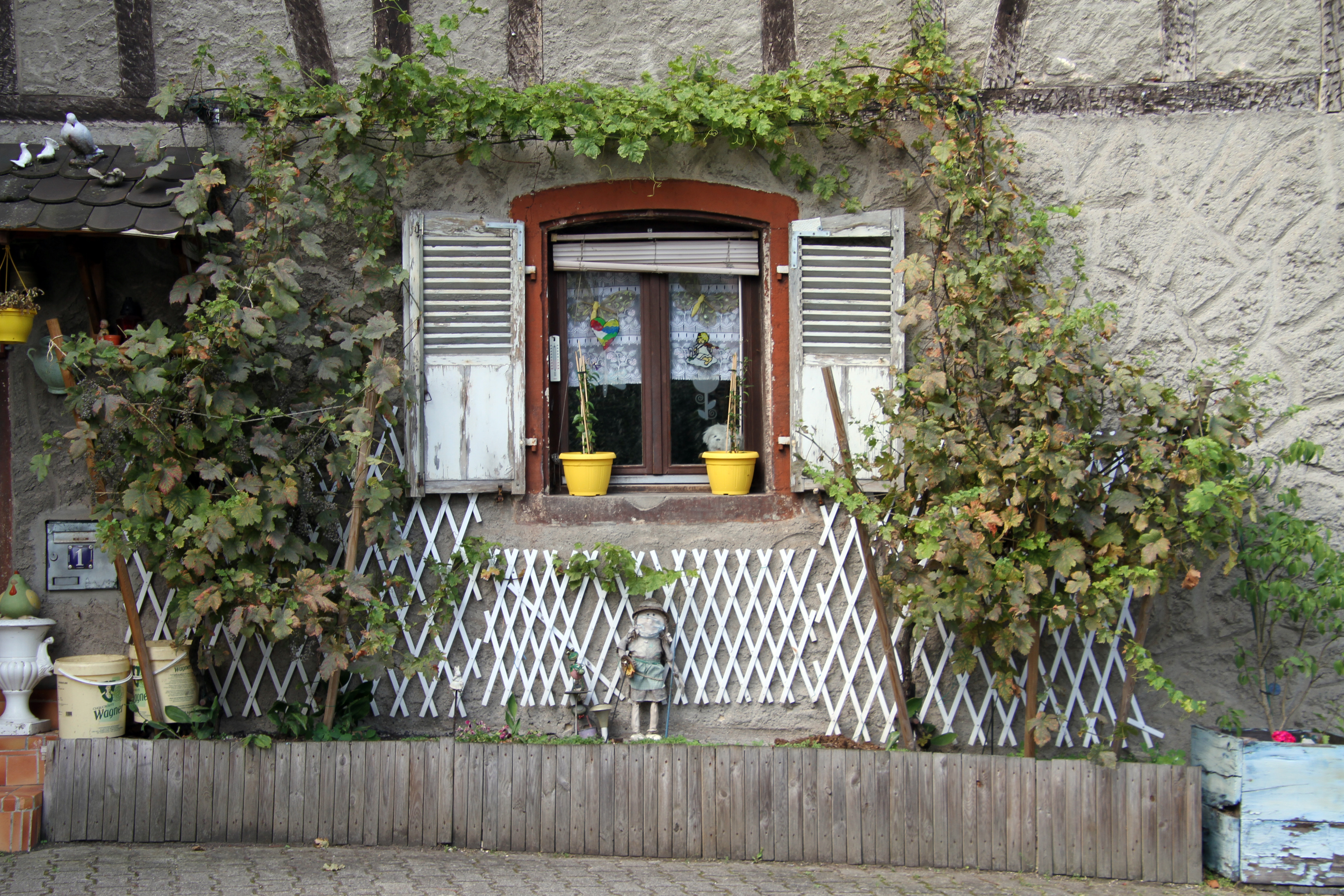